# Kekuleno
Kekuleno é um hidrocarboneto aromático policíclico de fórmula C48H24. Foi sintetizado primeiramente em 1978, e seu nome é uma homenagem a August Kekulé, o descobridor da estrutura da molécula do benzeno.